# Philibert Tsiranana
Philibert Tsiranana (Ambarikorano, 18 ottobre 1912 – Antananarivo, 16 aprile 1978) è stato un politico malgascio, primo Presidente del Madagascar.

## Biografia

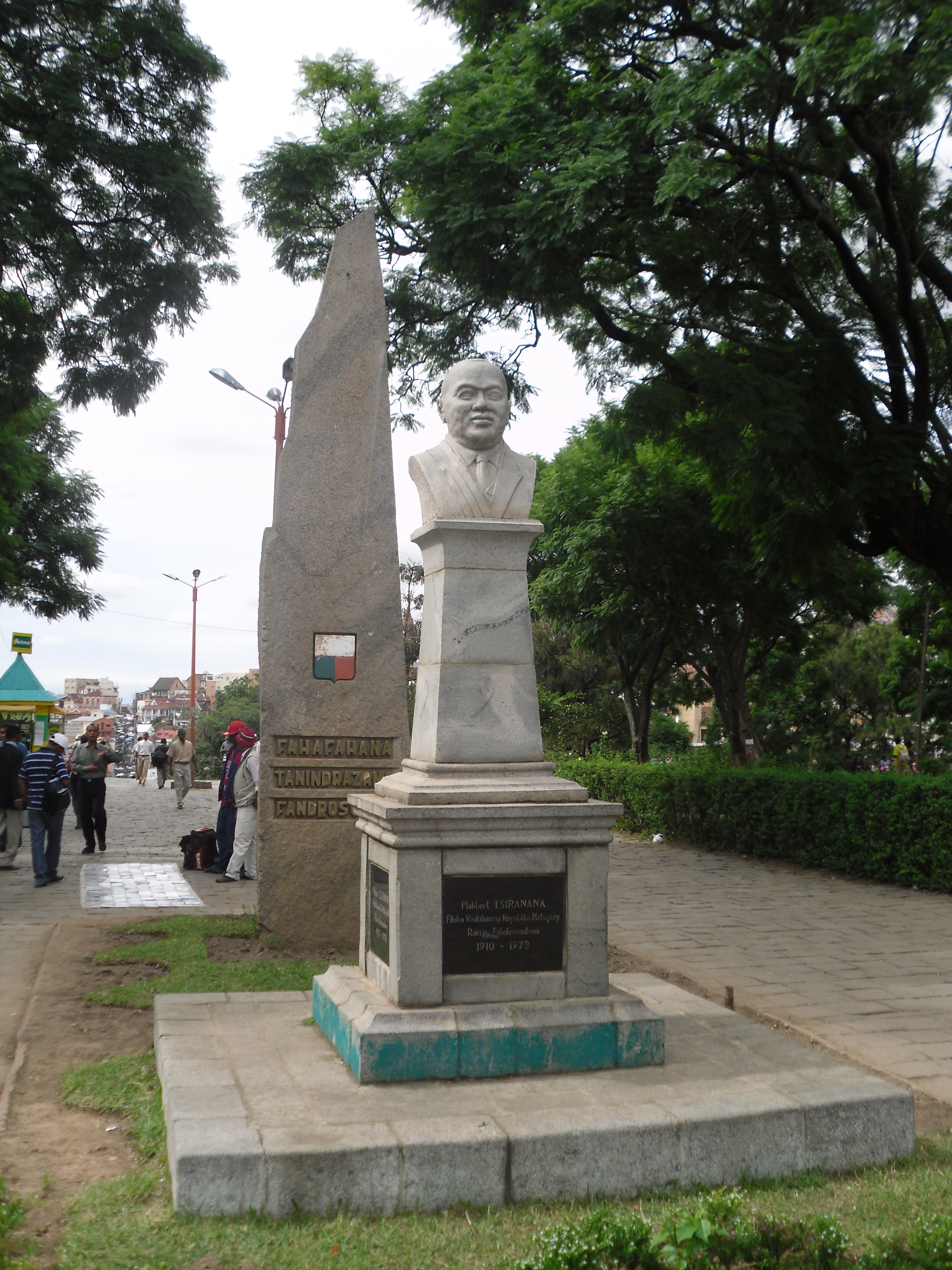
Monumento a Tsiranana eretto ad Antananarivo

Tsiranana nacque nella provincia di Mahajanga, sulla costa settentrionale del Madagascar. Apparteneva al gruppo etnico Tsimihety. Ebbe modo di studiare e divenne uno dei membri della Assemblea nazionale. Nel 1956, nel periodo della Legge quadro Defferre che prevedeva l'elezione di rappresentanti delle colonie francesi come primo passo verso la decolonizzazione, a Tsiranana fu assegnato uno dei tre seggi per i rappresentanti malgasci nell'Assemblea Nazionale Francese.
Contribuì alla fondazione del Parti des déshérités de Madagascar (PADESM), un gruppo socialdemocratico moderato che sosteneva l'autonomia (non l'indipendenza) del Madagascar dalla Francia. Nel 1957 divenne vicepresidente del Consiglio Esecutivo, e nel 1958 Primo Ministro. Quando la Francia decise di concedere l'indipendenza al Madagascar, Tsiranana fu uno dei candidati alla presidenza, carica che ottenne nel 1959.
Tsiranana mise in atto una politica autoritaria e monopartitica; fu accusato anche di avere un approccio di conservazione dello status quo, assecondando il predominio economico dei francesi in Madagascar. Nel 1971, il suo partito soffocò nel sangue un tentativo di ribellione da parte dei suoi oppositori. Nel 1972 ci fu una nuova protesta studentesca, anche questa soffocata; le nuove pressioni convinsero comunque Tsiranana a ritirarsi, e nello stesso anno nominò Primo Ministro in sua vece il generale Gabriel Ramanantsoa, per cedergli successivamente anche la presidenza. In seguito, Tsiranana rimase ai margini della vita politica malgascia.